# Anatragoides exigua
Anatragoides exigua là một loài bọ cánh cứng trong họ Cerambycidae.